# Takao Koyama
Takao Koyama (小山 高生?, Koyama Takao; Akishima, 21 aprile 1948) è uno sceneggiatore giapponese, specializzato nelle produzioni anime.

## Biografia
Laureato presso l'Università di Waseda, nel 1972 Takao Koyama inizia a lavorare per la Tatsunoko, come soggettista e sceneggiatore, contribuendo anche alla popolare serie Time Bokan. Nel 1975 lascia la Tatsunoko per lavorare indipendentemente. Ha realizzato le sceneggiature per importanti anime come Dragon Ball, Dragon Ball Z, I cavalieri dello zodiaco, Sailor Moon, Yawara! - Jenny la ragazza del judo e Galaxy Angel.
Parallelamente alla sua attività di sceneggiatore, Koyama è anche promotore di giovani talenti del settore. Nel 1986 ha infatti fondato l'"Anime Scenario House", scuola per giovani sceneggiatori di anime, da cui sono usciti, fra gli altri Satoru Akahori, Hiroyuki Kawasaki, Katsuyuki Sumisawa, Keiko Nobumoto e Aya Matsui. Nel 1988 la scuola è diventata "Brother Noppo", azienda che si pone lo scopo di supportare gli sceneggiatori.